# Dobutamina
La dobutamina es una amina simpaticomimética usada en el tratamiento de insuficiencia cardíaca y choque cardiogénico. Su mecanismo primario es la estimulación directa del receptor adrenérgico beta 1 del sistema nervioso simpático. Es análogo estructural al isoproterenol.

## Uso clínico
La dobutamina se usa para tratar insuficiencia cardíaca  agudos pero que son potencialmente recuperables, como los que ocurren durante la cirugía cardíaca o en casos de choque séptico o choque cardiogénico; basándose en el beneficio de su acción inotrópica.
La dobutamina se puede usar en casos de insuficiencia cardíaca congestiva para incrementar el rendimiento del corazón. Es correcto aplicarla en caso de que se necesite nutrición parenteral como soporte inotrópico en el tratamiento a corto plazo que reciben los pacientes con descompensación cardíaca debido a una deficiencia en la contractilidad del miocardio; lo cual puede ser resultado de una cardiopatía orgánica o procedimientos quirúrgicos cardíacos. No es útil en cardiopatía isquémica ya que incrementa la frecuencia cardíaca y por consiguiente la demanda de oxígeno del miocardio.
También es usada para la realización de pruebas de inducción de isquemia miocárdica como la ecocardiografía de estrés, empleándose debido a sus efectos inotrópicos y cronotrópicos en pacientes no agudos en los que se sospeche de isquemia miocárdica, e inclusive para la evaluación valvular en determinadas condiciones.

## Efectos adversos
Los efectos secundarios principales incluyen aquellos que suelen afectar a los activos simpaticomiméticos β, como la hipertensión, angina de pecho, arritmia y taquicardia. Debe ser usado con precaución en caso de fibrilación auricular, ya que tiene como efecto el incremento de conducción auriculoventricular.
Su administración con Linezolid está absolutamente contraindicada.

## Farmacología
La dobutamina es un agente de acción directa cuya actividad principal es la de la estimulación de los receptor adrenérgico beta 1 del corazón, incrementando la contractilidad y el rendimiento cardíaco. Como no actúa sobre los receptores de dopamina para inducir la liberación de noradrenalina, la dobutamina es menos propensa a causar hipertensión que la dopamina.
La dobutamina es predominantemente un Receptor adrenérgico beta 1 agonista adrenérgico β con leve actividad β y actividad selectiva Receptor adrenérgico alfa 1, aunque se usa clínicamente en casos de choque cardiogénico por su efecto inotrópico a la hora de aumentar la contractilidad y el rendimiento del corazón. La dobutamina se administra como una mezcla racémica constituido por ambos isómeros (+) y (-). El isómero (+) es un potente agonista β1 y antagonista α1, mientras que el isómero (-) es un agonista α1. La administración de la mezcla racémica afecta al total de agonismo de β1 responsable de su actividad. La dobutamina también tiene una leve actividad agonista β2, lo que la convierte en un vasodilatador útil.

## Prohibición en México
La dobutamina, fabricada por Health Biotech Limited, un laboratorio de la India, y distribuida en México por Biosistemas y Seguridad Privada (S.A. de C.V.), fue prohibida en este último país por la Comisión Federal para la Protección contra Riesgos Sanitarios (Cofepris), debido a que se encontraron irregularidades que no se especificaron.